# Длакоше
Длакоше (серб. Длакоше / Dlakoše) — село в общине Билеча Республики Сербской Боснии и Герцеговины. Население составляет 21 человек по переписи 2013 года.

## Население[3]
Население по годам:
- 1948 год — 192 человека
- 1953 год — 169 человек
- 1961 год — 150 человек
- 1971 год — 141 человек
- 1981 год — 115 человек (все сербы)
- 1991 год — 64 человека (все сербы)